# انجمن روانشناسی آلمان
انجمن روانشناسی آلمان، (German Society for Psychology) انجمن ملی روانشناسان آلمان برای آموزش و پژوهش دربارهٔ روانشناسی است.
این انجمن در سال ۱۹۰۴ با نام Gesellschaft für Experimentelle Psychologie تأسیس شد. نام فعلی خود را در سال ۱۹۲۹برگزید. ۳۰۰۰ عضو جداگانه وجود دارد. عضویت عادی نیاز به مدرک دکتری دارد. رئیس کنونی انجمن یورگن مارگراف است.